# 몸부림
"몸부림"은 한국에서 제작된 김정용 감독의 1976년 영화이다. 김정훈 등이 주연으로 출연하였고 이우당 등이 제작에 참여하였다.

## 출연

### 주연
- 김정훈
- 호은
- 이가정